# Danh sách đĩa nhạc của XXXTentacion
Rapper người Mỹ XXXTentacion đã phát hành hai album phòng thu, bốn bản mixtape, năm đĩa mở rộng và 12 đĩa đơn (bao gồm bốn đĩa đơn hợp tác). Tính tới tháng 6 năm 2018, anh đã bán được hơn hai triệu đơn vị album tương đương tại Hoa Kỳ. XXXTentacion đã được trao thưởng chứng nhận doanh số 7,5 triệu bản thu bởi Hiệp hội Công nghiệp ghi âm Hoa Kỳ (RIAA).
XXXTentacion phát hành bài hát đầu tiên "News/Flock" vào tháng 6 năm 2013 trên SoundCloud. EP đầu tiên của anh Ice Hotel được phát hành vào tháng 4 năm 2014. Anh đã phát hành nhiều mixtape và EP trong suốt các năm 2015 và 2016. Vào tháng 12 năm 2015, XXXTentacion phát hành đĩa đơn đột phá của anh "Look at Me!", thu hút được hàng triệu lượt phát trên SoundCloud trước khi được phát hành lại thông qua Empire Distribution vào tháng 2 năm 2017. Đĩa đơn đạt cao nhất tại vị trí thứ 34 trên bảng xếp hạng Billboard Hot 100. Sau đó bài hát đã được RIAA chứng nhận Bạch kim. Vào tháng 5 cùng năm đó, anh phát hành mixtape thứ tư của mình Revenge, với vị trí cao nhất thứ 30 trên bảng xếp hạng Billboard 200.
Album phòng thu đầu tiên của anh, 17, được phát hành vào tháng 8 năm 2017 và khởi đầu tại vị trí thứ hai trên bảng xếp hạng Billboard 200. Album đã cho ra ba đĩa đơn: "Revenge" cùng với hai đĩa đơn được chứng nhận Bạch kim là "Jocelyn Flores" và "Fuck Love". Vào tháng 12 năm 2017, anh phát hành EP thứ năm A Ghetto Christmas Carol. Album phòng thu thứ hai của anh ? được phát hành vào tháng 3 năm 2018 và ra mắt tại vị trí thứ nhất trên bảng xếp hạng Billboard 200. Đã có hai đĩa đơn được phát hành từ album này: "Sad!", được chứng nhận hai lần Bạch kim bởi RIAA, và "Changes", được RIAA chứng nhận Bạch kim.

## Album

### Album phòng thu
| Tựa đề | Chi tiết album                                                                                                 | Vị trí xếp hạng cao nhất | Vị trí xếp hạng cao nhất | Vị trí xếp hạng cao nhất | Vị trí xếp hạng cao nhất | Vị trí xếp hạng cao nhất | Vị trí xếp hạng cao nhất | Vị trí xếp hạng cao nhất | Vị trí xếp hạng cao nhất | Vị trí xếp hạng cao nhất | Vị trí xếp hạng cao nhất | Doanh số                            | Chứng nhận                                                             |
| Tựa đề | Chi tiết album                                                                                                 | Hoa Kỳ                   | Hoa Kỳ R&B /HH           | Hoa Kỳ R&B               | Úc                       | Canada                   | Đan Mạch                 | Na Uy                    | New Zealand              | Thụy Điển                | Anh Quốc                 | Doanh số                            | Chứng nhận                                                             |
| ------ | --- | ------------------------ | ------------------------ | ------------------------ | ------------------------ | ------------------------ | ------------------------ | ------------------------ | ------------------------ | ------------------------ | ------------------------ | ----------------------------------- | ---------------------------------------------------------------------- |
| 17     | - Phát hành: 25 tháng 8 năm 2017 - Nhãn đĩa: Bad Vibes Forever, Empire - Định dạng: Streaming, tải kỹ thuật số | 2                        | 2                        | 1                        | 29                       | 2                        | 2                        | 1                        | 2                        | 2                        | 12                       | - Hoa Kỳ: 18.000 - Anh Quốc: 64.863 | - RIAA: Vàng - BPI: Bạc - IFPI DEN: Bạch kim - FIMI: Vàng - RMNZ: Vàng |
| ?      | - Phát hành: 16 tháng 3 năm 2018 - Nhãn đĩa: Bad Vibes Forever - Định dạng: Streaming, tải kỹ thuật số, LP, CD | 1                        | 1                        | 1                        | 2                        | 1                        | 1                        | 1                        | 1                        | 1                        | 3                        | - Hoa Kỳ: 20.000 - Anh Quốc: 38.321 | - RIAA: Vàng - BPI: Bạc - IFPI DEN: Vàng - MC: Vàng - RMNZ: Vàng       |

### Mixtape
| Tựa đề  | Chi tiết mixtape                                                                 | Vị trí xếp hạng cao nhất | Vị trí xếp hạng cao nhất | Vị trí xếp hạng cao nhất | Vị trí xếp hạng cao nhất | Vị trí xếp hạng cao nhất |
| Tựa đề  | Chi tiết mixtape                                                                 | Hoa Kỳ                   | Hoa Kỳ R&B/HH            | Canada                   | Đan Mạch                 | Thụy Điển                |
| ------- | -------------------------------------------------------------------------------- | ------------------------ | ------------------------ | ------------------------ | ------------------------ | ------------------------ |
| Revenge | - Phát hành: 16 tháng 5 năm 2017 - Nhãn đĩa: Empire - Định dạng: Tải kỹ thuật số | 28                       | 15                       | 36                       | 31                       | 42                       |

### Mixtape hợp tác
| Tựa đề                                            | Chi tiết mixtape                                                                        |
| ------------------------------------------------- | --------------------------------------------------------------------------------------- |
| Members Only, Vol. 1 (với Ski Mask the Slump God) | - Phát hành: 21 tháng 4 năm 2015 - Nhãn đĩa: Tự phát hành - Định dạng: Tải kỹ thuật số  |
| Members Only, Vol. 2 (với Members Only)           | - Phát hành: 23 tháng 10 năm 2015 - Nhãn đĩa: Tự phát hành - Định dạng: Tải kỹ thuật số |
| Members Only, Vol. 3 (với Members Only)           | - Phát hành: 26 tháng 6 năm 2017 - Nhãn đĩa: Tự phát hành - Định dạng: Tải kỹ thuật số  |

## Đĩa mở rộng
| Tựa đề                           | Chi tiết EP                                                                             |
| -------------------------------- | --------------------------------------------------------------------------------------- |
| Ice Hotel                        | - Phát hành: 11 tháng 4 năm 2014 - Nhãn đĩa: Tự phát hành - Định dạng: Tải kỹ thuật số  |
| The Fall                         | - Phát hành: 21 tháng 11 năm 2014 - Nhãn đĩa: Tự phát hành - Định dạng: Tải kỹ thuật số |
| ItWasntEnough                    | - Phát hành: 18 tháng 3 năm 2016 - Nhãn đĩa: Tự phát hành - Định dạng: Tải kỹ thuật số  |
| Willy Wonka Was a Child Murderer | - Phát hành: 28 tháng 4 năm 2016 - Nhãn đĩa: Tự phát hành - Định dạng: Tải kỹ thuật số  |
| A Ghetto Christmas Carol         | - Phát hành: 11 tháng 12 năm 2017 - Nhãn đĩa: Tự phát hành - Định dạng: Tải kỹ thuật số |

## Đĩa đơn

### Chính
| Tựa đề                                                                                | Năm  | Vị trí xếp hạng cao nhất | Vị trí xếp hạng cao nhất | Vị trí xếp hạng cao nhất | Vị trí xếp hạng cao nhất | Vị trí xếp hạng cao nhất | Vị trí xếp hạng cao nhất | Vị trí xếp hạng cao nhất | Vị trí xếp hạng cao nhất | Vị trí xếp hạng cao nhất | Vị trí xếp hạng cao nhất | Chứng nhận | Album                |
| Tựa đề                                                                                | Năm  | Hoa Kỳ                   | Hoa Kỳ R&B /HH           | Hoa Kỳ Rap               | Úc                       | Canada                   | Ý                        | New Zealand              | SWE                      | SWI                      | UK                       | Chứng nhận | Album                |
| ------------------------------------------------------------------------------------- | ---- | ------------------------ | ------------------------ | ------------------------ | ------------------------ | ------------------------ | ------------------------ | ------------------------ | ------------------------ | ------------------------ | ------------------------ | --- | -------------------- |
| "Look at Me!"                                                                         | 2016 | 34                       | 18                       | 12                       | —                        | 33                       | 98                       | —                        | 79                       | 50                       | —                        | - RIAA: Bạch kim - BPI: Bạc - FIMI: Bạch kim                                                                     | Revenge              |
| "What in XXXTarnation" (hợp tác với Ski Mask the Slump God)                           | 2017 | —                        | —                        | —                        | —                        | —                        | —                        | —                        | —                        | —                        | —                        | | Members Only, Vol. 3 |
| "Gospel" (với Rich Brian và Keith Ape)                                                | 2017 | —                        | —                        | —                        | —                        | —                        | —                        | —                        | —                        | —                        | —                        | | Đĩa đơn không album  |
| "Revenge"                                                                             | 2017 | 77                       | 37                       | —                        | —                        | 80                       | 69                       | —                        | —                        | —                        | —                        | | 17                   |
| "Jocelyn Flores"                                                                      | 2017 | 19                       | 13                       | 10                       | 8                        | 14                       | 30                       | 4                        | 7                        | 21                       | 39                       | - RIAA: 2× Bạch kim - BPI: Bạc - FIMI: Bạch kim - IFPI DEN: Vàng - RMNZ: Bạch kim                                | 17                   |
| "Fuck Love" (hợp tác với Trippie Redd)                                                | 2018 | 28                       | 18                       | —                        | —                        | 31                       | 63                       | 19                       | 35                       | 48                       | 89                       | - RIAA: Bạch kim - FIMI: Vàng - RMNZ: Vàng                                                                       | 17                   |
| "Sad!"                                                                                | 2018 | 1                        | 1                        | 1                        | 4                        | 2                        | 17                       | 3                        | 3                        | 4                        | 5                        | - RIAA: 2× Platinum - ARIA: Bạch kim - BPI: Bạc - FIMI: Vàng - IFPI DEN: Vàng - MC: 2× Bạch kim - RMNZ: Bạch kim | ?                    |
| "Changes"                                                                             | 2018 | 18                       | 12                       | —                        | 15                       | 15                       | 33                       | 11                       | 6                        | 9                        | 22                       | - RIAA: Bạch kim - MC: Vàng - RMNZ: Vàng                                                                         | ?                    |
| Ký hiệu "—" chỉ bản thu không được xếp hạng hoặc không được phát hành tại khu vực đó. |      |                          |                          |                          |                          |                          |                          |                          |                          |                          |                          | |                      |

### Hợp tác
| Tựa đề                                                               | Năm  | Vị trí xếp hạng cao nhất | Vị trí xếp hạng cao nhất | Vị trí xếp hạng cao nhất | Vị trí xếp hạng cao nhất | Vị trí xếp hạng cao nhất | Chứng nhận       | Album               |
| Tựa đề                                                               | Năm  | Hoa Kỳ                   | Hoa Kỳ R&B /HH           | Hoa Kỳ Rap               | Canada                   | New Zealand Heat.        | Chứng nhận       | Album               |
| -------------------------------------------------------------------- | ---- | ------------------------ | ------------------------ | ------------------------ | ------------------------ | ------------------------ | ---------------- | ------------------- |
| "Take a Step Back" (Ski Mask the Slump God hợp tác với XXXTentacion) | 2016 | —                        | —                        | —                        | —                        | —                        |                  | Drown in Designer   |
| "Str8 Shot" (Miami Tip hợp tác với XXXTentacion)                     | 2017 | —                        | —                        | —                        | —                        | —                        |                  | Đĩa đơn không album |
| "Roll in Peace" (Kodak Black hợp tác với XXXTentacion)               | 2017 | 31                       | 16                       | 14                       | 64                       | —                        | - RIAA: Bạch kim | Project Baby 2      |
| "Again" (Noah Cyrus hợp tác với XXXTentacion)                        | 2017 | —                        | —                        | —                        | 91                       | 6                        |                  | NC-17               |
| "May I Flex" (Black Bag LA và Momoh hợp tác với XXXTentacion)        | 2017 | —                        | —                        | —                        | —                        | —                        |                  | Đĩa đơn không album |

## Bài hát được xếp hạng khác
| Tựa đề                                                                                | Năm  | Vị trí xếp hạng cao nhất | Vị trí xếp hạng cao nhất | Vị trí xếp hạng cao nhất | Vị trí xếp hạng cao nhất | Vị trí xếp hạng cao nhất | Vị trí xếp hạng cao nhất | Vị trí xếp hạng cao nhất | Vị trí xếp hạng cao nhất | Vị trí xếp hạng cao nhất | Vị trí xếp hạng cao nhất | Chứng nhận                  | Album                    |
| Tựa đề                                                                                | Năm  | Hoa Kỳ                   | Hoa Kỳ R&B/HH            | Hoa Kỳ Rap               | Canada                   | Ireland                  | Ý                        | New Zealand              | Thụy Điển                | Thụy Sỹ                  | Anh Quốc                 | Chứng nhận                  | Album                    |
| ------------------------------------------------------------------------------------- | ---- | ------------------------ | ------------------------ | ------------------------ | ------------------------ | ------------------------ | ------------------------ | ------------------------ | ------------------------ | ------------------------ | ------------------------ | --------------------------- | ------------------------ |
| "Everybody Dies in Their Nightmares"                                                  | 2017 | 42                       | 22                       | 19                       | 34                       | 37                       | 56                       | —                        | 33                       | 54                       | 88                       | - FIMI: Vàng                | 17                       |
| "Depression & Obsession"                                                              | 2017 | 91                       | 46                       | —                        | 93                       | —                        | 87                       | —                        | —                        | —                        | —                        |                             | 17                       |
| "Save Me"                                                                             | 2017 | 94                       | 48                       | —                        | —                        | —                        | 95                       | —                        | —                        | —                        | —                        |                             | 17                       |
| "Carry On"                                                                            | 2017 | 95                       | 49                       | —                        | 100                      | —                        | —                        | —                        | —                        | —                        | —                        |                             | 17                       |
| "Orlando"                                                                             | 2017 | —                        | —                        | —                        | —                        | —                        | —                        | —                        | —                        | —                        | —                        |                             | 17                       |
| "Dead Inside (Interlude)"                                                             | 2017 | —                        | —                        | —                        | —                        | —                        | —                        | —                        | —                        | —                        | —                        |                             | 17                       |
| "A Ghetto Christmas Carol"                                                            | 2018 | —                        | —                        | —                        | —                        | —                        | —                        | —                        | —                        | —                        | —                        |                             | A Ghetto Christmas Carol |
| "Alone, Part 3"                                                                       | 2018 | —                        | 50                       | —                        | 80                       | —                        | —                        | —                        | —                        | —                        | —                        |                             | ?                        |
| "Moonlight"                                                                           | 2018 | 13                       | 9                        | 8                        | 10                       | 27                       | 32                       | 11                       | 13                       | 11                       | 17                       | - MC: Bạch kim - RMNZ: Vàng | ?                        |
| "The Remedy for a Broken Heart (Why Am I So in Love)"                                 | 2018 | 55                       | 26                       | 22                       | 46                       | 50                       | 67                       | —                        | 41                       | 36                       | 53                       | - MC: Gold                  | ?                        |
| "Numb"                                                                                | 2018 | 80                       | —                        | —                        | 58                       | 72                       | —                        | —                        | 89                       | —                        | —                        |                             | ?                        |
| "Infinity (888)" (hợp tác với Joey Badass)                                            | 2018 | 83                       | 36                       | —                        | 54                       | 69                       | —                        | —                        | —                        | —                        | —                        |                             | ?                        |
| "Going Down!"                                                                         | 2018 | 95                       | 41                       | —                        | 81                       | 94                       | —                        | —                        | —                        | —                        | —                        |                             | ?                        |
| "$$$" (với Matt Ox)                                                                   | 2018 | —                        | 45                       | —                        | 92                       | —                        | —                        | —                        | —                        | —                        | —                        |                             | ?                        |
| "Smash!" (hợp tác với PnB Rock)                                                       | 2018 | —                        | —                        | —                        | —                        | —                        | —                        | —                        | —                        | —                        | —                        |                             | ?                        |
| "I Don't Even Speak Spanish LOL" (hợp tác với Rio Santana, Judah và Carlos Andrez)    | 2018 | —                        | —                        | —                        | 84                       | 89                       | —                        | —                        | —                        | —                        | —                        |                             | ?                        |
| "Hope"                                                                                | 2018 | 70                       | 35                       | —                        | 68                       | 91                       | —                        | —                        | 84                       | 99                       | —                        |                             | ?                        |
| Ký hiệu "—" chỉ bản thu không được xếp hạng hoặc không được phát hành tại khu vực đó. |      |                          |                          |                          |                          |                          |                          |                          |                          |                          |                          |                             |                          |

## Xuất hiện khách mời
| Tựa đề                             | Năm  | Nghệ sĩ khác                                             | Album                   |
| ---------------------------------- | ---- | -------------------------------------------------------- | ----------------------- |
| "Crush"                            | 2015 | Fuckboy Tay                                              | không có                |
| "Iwatchedhimdrown (Intro)"         | 2015 | Ski Mask the Slump God                                   | không có                |
| "FukEmWeBall"                      | 2015 | Santz                                                    | không có                |
| "Hit the Dirt"                     | 2016 | Yoshi Thompkins                                          | không có                |
| "SpaceGhostPussy (R.I.P. Yams)"    | 2016 | Ronny J, Lofty 305, Denzel Curry, Ski Mask the Slump God | không có                |
| "Purrposely"                       | 2016 | Denzel Curry                                             | không có                |
| "Emoji"                            | 2016 | Ronny J                                                  | không có                |
| "Live Off a Lick"                  | 2016 | Smokepurpp                                               | không có                |
| "R.I.P. Roach"                     | 2016 | Ski Mask the Slump God                                   | Drown in Designer       |
| "Innadat"                          | 2016 | Robb Banks                                               | C2: Death of My Teenage |
| "Bodies"                           | 2016 | Cracka Paul, Lxrd Hippy                                  | không có                |
| "Fatality"                         | 2016 | Ski Mask the Slump God                                   | không có                |
| "Crucify Thy Infant, Son of Whore" | 2017 | Craig Xen                                                | không có                |
| "Show Time"                        | 2017 | Juicy J                                                  | Highly Intoxicated      |
| "H2O"                              | 2018 | Ski Mask the Slump God                                   | YouWillRegret           |
| "Banded Up"                        | 2018 | Ronny J                                                  | OMGRonny                |

## Video âm nhạc

### Chính
| Tựa đề             | Năm  | Đạo diễn     |
| ------------------ | ---- | ------------ |
| "Look at Me!/Riot" | 2017 | XXXTentacion |
| "Sad!"             | 2018 | XXXTentacion |

### Hợp tác
| Tựa đề                                                 | Năm  | Đạo diễn                             |
| ------------------------------------------------------ | ---- | ------------------------------------ |
| "Again" (Noah Cyrus hợp tác với XXXTentacion)          | 2017 | Noah Cyrus, Mike Weiss, Patrick Rohl |
| "Roll in Peace" (Kodak Black hợp tác với XXXTentacion) | 2018 | AWGE                                 |